# Erythroxylum pauferrense
Erythroxylum pauferrense är en tvåhjärtbladig växtart som beskrevs av T. Plowman. Erythroxylum pauferrense ingår i släktet Erythroxylum och familjen Erythroxylaceae. Inga underarter finns listade i Catalogue of Life.